# La saga de Wotila (bande dessinée)
La saga de Wotila est une série de bande dessinée, de Hervé Pauvert et Cécile Chicault, édité par Delcourt dans la collection Histoires d'Histoire. Elle rapporte les aventures de Wotila, un jeune Wisigoth du début du Ve siècle dans le Sud-Ouest de la France, en pleine quête identitaire, alors que l'Empire romain décline.
La série se veut mélanger Histoire et mythologie germanique dans un contexte historique mal connu du grand public.
- Scénario : Hervé Pauvert et Cécile Chicault
- Dessins et couleurs : Cécile Chicault

## Albums
1. Le jour du prince cornu (2011,  (ISBN 978-2-7560-1065-6)) ;
2. Les trois sanctuaires  (2013,  (ISBN 978-2-7560-2696-1)) ;
3. Au nom des pères (2016,  (ISBN 978-2-7560-4051-6)).